# Avitus
Avitus (Eparchius Avitus), död omkring år 457, var kejsare över det västromerska riket 9 juli 455-17 oktober 456.
Avitus härstammade från de galliska arvernerna och hade som lärare hos den västgotiske konungen Teodorid i Tolosa förvärvat stort inflytande bland goterna.
Avitus utsågs till västromersk kejsare av armén i Gallien och med stöd av den visigotiske kungen Theoderik II. Vid den här tiden var de västromerska kejsarna beroende av barbarerna för sin makt.
När Attila trängde in i Gallien år 451 förmedlade han det förbund mellan dem och Aëtius, som ledde till hunnernas nederlag. Efter Valentinianus III:s död utnämndes Avitus av kejsar Maximus till överbefälhavare över hären (magister utriusque militiæ), och sedan Maximus omkommit, uppfordrades han av konung Teodorik att antaga kejsarpurpurn. Han utropades i juli år 455 i Arelate till kejsare, trängde därefter in i Italien och vann allmänt erkännande inom det västromerska riket.
Avitus närmaste uppgift blev nu att skaffa Rom tillförsel från Afrika och stävja vandalernas härjningar. Då han till följd av hungersnöden måste sända hem sina från Gallien medförda trupper, föll han helt i Ricimers våld. Ricimer var överbefälhavare (patricius) i kriget mot vandalerna.
Avitus blev genom en folkresning ledd av Majorianus och Ricimer tvungen att lämna Rom. Han hämtade en här från Gallien, men besegrades 456 av Ricimer vid Placentia, avsattes och tvangs att låta viga sig till biskop. Han dog kort därefter.